# Elysia coodgeensis
Elysia coodgeensis is een slakkensoort uit de familie van de Plakobranchidae. De wetenschappelijke naam van de soort is voor het eerst geldig gepubliceerd in 1864 door Angas.